# Mökkisaari (ö i Norra Savolax, Norra Savolax)
Mökkisaari är en ö i Finland. Den ligger i sjön Iso-Panka och i kommunen Pielavesi i den ekonomiska regionen  Övre Savolax ekonomiska region  och landskapet Norra Savolax, i den centrala delen av landet, 300 km norr om huvudstaden Helsingfors. Öns area är 5,1 hektar och dess största längd är 310 meter i nord-sydlig riktning.